# 瘦蟋蛛
瘦蟋蛛（学名：Syedra gracilis）为皿蛛科蟋蛛属的动物。分布于欧洲以及中国大陆的西藏等地，一般栖息于草丛。该物种的模式产地在欧洲。
其种加词来源于拉丁文“gracilis”，意为“纤细的”。